# Un, deux, trois, soleil
1, 2, 3, Sun (tiếng Pháp: Un, deux, trois, soleil) là một bộ phim hài đen siêu thực của Pháp năm 1993 do Bertrand Blier làm đạo diễn. Tên phim tương ứng với tên tiếng Pháp của trò chơi trẻ em "Một hai ba".

## Diễn viên
- Anouk Grinberg trong vai Victorine
- Myriam Boyer trong vai Daniela Laspada (người mẹ)
- Olivier Martinez trong vai Petit ("Little") Paul
- Jean-Michel Noirey [fr] trong vai Maurice Le Garrec
- Denise Chalem [fr] trong vai giáo viên
- Jean-Pierre Marielle trong vai người đàn ông cô đơn
- Éva Darlan trong vai Jeanine
- Claude Brasseur trong vai kẻ xấu
- Irène Tassembedo [fr] trong vai Gladys Boigny
- Patrick Bouchitey trong vai Marcel (nhân viên pha chế)
- Marcello Mastroianni trong vai Constantin Laspada (người cha)
- Charles Schneider (diễn viên) [fr] trong vai Sergeant Boigny

## Giải thưởng
- César Awards (Pháp)
  - Đoạt giải: Nhạc phim hay nhất (Khaled)
  - Đoạt giải: Nam diễn viên triển vọng nhất (Olivier Martinez)
  - Đề cử: Nữ diễn viên chính xuất sắc nhất (Anouk Grinberg)
  - Đề cử: Nữ diễn viên phụ xuất sắc nhất (Myriam Boyer)
  - Đề cử: Đạo diễn xuất sắc nhất (Bertrand Blier)
- Liên hoan phim Stockholm (Thụy Điển)
  - Đoạt giải: Ngựa đồng (Bertrand Blier)
- Venice Film Festival (Ý)
  - Đoạt giải: Golden Osella - Nhạc phim hay nhất (Cheb Khaled)
  - Đoạt giải: Giải thưởng Lớn của Viện Hàn lâm Châu Âu (Bertrand Blier)
  - Đoạt giải: Volpi Cup - Nam diễn viên phụ xuất sắc nhất (Marcello Mastroianni)